# Heidi Janků
Heidi Janků, rozená Heidi Hantlová, (* 23. listopadu 1962 Ostrava–Vítkovice) je česká zpěvačka, moderátorka a muzikálová herečka. K jejím nejslavnějším písním patří Když se načančám vytvořená pro televizní pohádku Co takhle svatba, princi? (1986), duet s Vašo Patejdlem Ztracený ráj (1989) a duet s Daliborem Jandou Tak jdem nazpívaný pro televizní seriál Bylo nás šest (1986). V letech 1985 a 1988 skončila na třetím místě v anketě Zlatý slavík v kategorii zpěvaček.

## Kariéra
Pochází z muzikantské rodiny. Její matka hrála na violoncello, otec na dechové nástroje a pozoun. Od první třídy navštěvovala lidovou školu umění, kde se naučila vše, co používá v současnosti. Zabývala se také sborovým zpěvem, hrála na klavír. V sedmé třídě začala zpívat a tancovat ve folklórním sboru a natočila své první nahrávky v ostravském rozhlase s cimbálovkou Lučina. Na gymnáziu se začala věnovat moderní muzice a zpívat s různými kapelami. V třetím ročníku začala zpívat s kapelou Proměny. Mezitím působila v divadelním sboru Aproximace. Před maturitou šla na konkurz Pavla Nováka a konkurz vyhrála. Po nějaké době se jí ozval Ivo Pavlík který jí nabídnul kariéru sólové zpěvačky.
Na TV Barrandov uváděla v roce 2012 eroticky laděný pořad pod názvem Intim Night, v roce 2014 uváděla s Patrikem Hezuckým pořad Nikdo není perfektní. Od konce října 2017 na TV Barrandov moderuje pořad Aféry – neuvěřitelné životní příběhy – potom, co vedení TV Barrandov ukončilo spolupráci s Michalem Jagelkou a jeho občasnou alternaci Kateřinu Kristelovou přesunulo k moderování bulvárního magazínu Paparazzi.

## Osobní život
Poprvé se vdala za Zbyňka Janků, poté si vzala v roce 1992 Iva Pavlíka, se kterým žila až do jeho smrti.
Měla sourozence, bratra Karla.